# Nomorhamphus towoeti
Nomorhamphus towoeti là một loài cá thuộc họ Hemiramphidae. Nó là loài đặc hữu của Indonesia.